# PGK

PGK XM1156

PGK (англ. Precision Guidance Kit) M1156 — пристрій прецизійного наведення некерованих боєприпасів, який виконує функції підривача з курсовою корекцією.

## Характеристики
Вага PGK становить 1,4 кг. Окрім снарядів, він може застосовуватися для наведення мін калібру 120 мм. Наявність PGK дозволяє зменшити на 74 % витрати боєприпасів та приблизно на 75 % загальну вагу боєкомплекту, якщо брати за основу наряд з 300 боєприпасів з традиційними підривачами.
PGK оснащений одноканальним приймачем сигналів GPS з одною прийомною антеною та має обертовий блок нерухомих рулів. Для програмування підривача перед пострілом застосовується спеціальний індуктивний програмувач. Під час польоту антена GPS утримується
у верхньому положенні, а за рахунок обертання рулів коректується траєкторія снаряду. Середньоквадратична похибка наведення становить 5 — 15 м на дальностях 27-28 км та до 30 м — на дальності 40 км.
Точність стрільби з застоуванням PGK залежить від відстані, оскільки дальність стрільби впливає на крутизну траєкторії і відповідно нахил снаряду відносно лінії горизонту на початковій та кінцевій ділянках польоту. Це зумовлює зменшення кількості супутників у сузір'ї для точного місцевизначення снаряду за даними GPS. Подальші роботи з удосконалення PGK, особливо його функціонування в умовах завад GPS, продовжуються.

## Оператори

### Україна
8 липня 2022 року США оголосили про черговий пакет військової допомоги Україні на суму 400 млн доларів. Серед іншого, було оголошено про передачу 1000 високоточних боєприпасів з наведенням за GPS для 155-мм артилерії. Порівняно невелика вартість за одиницю дала підстави українським оглядачам вважати, що йдеться не про снаряди M982 Excalibur, а про систему M1156 PGK.